# Medinilla coriacea
Medinilla coriacea är en tvåhjärtbladig växtart som beskrevs av Elmer Drew Merrill. Medinilla coriacea ingår i släktet Medinilla och familjen Melastomataceae.
Artens utbredningsområde är Filippinerna. Inga underarter finns listade i Catalogue of Life.